# Антон Довн-Дженкінс
Антон Довн-Дженкінс (англ. Anton Down-Jenkins, 6 вересня 1999) — новозеландський стрибун у воду.
Учасник Олімпійських Ігор 2020 року, де в стрибках з 3-метрового трампліна посів 8-ме місце.